# Aborto en Israel
El aborto en Israel está permitido por la ley bajo ciertas circunstancias determinadas por un comité especial. Fue reformado en el código penal y aprobado en 1978. Desde el año 1988 la tasa de abortos en el país bajó y se encuentra entre las naciones con tasas moderadas. Según datos gubernamentales, hasta 2014 la tasa de abortos en Israel era más baja que en Inglaterra y Estados Unidos.

## Historia
Hasta el año 1977 el aborto bajo cualquier circunstancia era ilegal, para 1978 se reformó el código penal y se aprobaron medidas para legalizarlo. Desde el año 2014 la aprobación por parte del comité especial limitó los requisitos a las siguientes circunstancias: si la mujer es soltera, si es menor de 18 años, si el embarazo se efectuó bajo violación, de una relación incestuosa, y riesgos de salud para la madre o inviabilidad fetal.
La Oficina Central de Estadística de Israel informó en 2004 en su reporte del año pasado la mayoría de las solicitudes de aborto fueron concedidas, 19 500 aprobadas y 200 fueron rechazadas. Los porcentajes fueron en su mayoría para mujeres solteras con un 42 %, le siguen un 11 % bajo circunstancias ilegales. Para 2012 casi la mitad de los abortos practicados en el país fueron en clínicas privadas. Las mujeres que lo practican en clínicas privadas son atendidas sin aprobación del comité especial y no enfrentan cargos penales, pero el médico que las atendió puede enfrentar hasta cinco años de prisión.

## Aspectos legales

Legislación sobre el aborto en el mundo
Legal bajo cualquier circunstancia dentro de plazos establecidos.
Legal en casos de riesgo para la vida de la madre y/o de salud física o mental, violación, inviabilidad fetal y factores socioeconómicos.
Legal en casos de riesgo para la vida de la madre y/o de salud física o mental, violación e inviabilidad fetal.
Legal en casos de riesgo para la vida de la madre y/o de salud física o mental y violación.
Legal en casos de riesgo para la vida de la madre y/o de salud física o mental.
Legal en casos de riesgo para la vida de la madre.
Ilegal sin excepciones.
No hay información.
Nota: En la mayoría de los países y supuestos citados, la intervención ha de efectuarse antes de plazos establecidos.

El código penal del Estado de Israel limita el aborto bajo ciertas condiciones, su ejecución debe ser aprobada por un comité especial y llevado a cabo por médicos acreditados en clínicas reconocidas públicamente para realizar el procedimiento. Las mujeres que sirven en las Fuerzas de Defensa de Israel tienen garantizada asistencia gratuita para abortar si fuera necesario.
Las circuntacias para la aprobación de un aborto son:
- La mujer es menor a la edad legal de matrimonio (18 años).[8]
- El embarazo ocurrió bajo circunstancias ilegales como violación o incesto.
- El feto puede desarrollar un defecto físico o mental
- Si se continúa el embarazo y pone la vida de la mujer en riesgo o la daña física y/o mentalmente.

### Estructura del comité especial
Existen 41 comités especiales operando en hospitales públicos y privados de Israel. Cada comité consiste en tres miembros, dos de ellos son médicos acreditados y un trabajador social. Uno de los médicos debe ser un especialista en obstetricia y ginecología, el otro debe contar con conocimientos de medicina interna, psiquiatría, medicina familiar y salud pública. Es obligatorio que al menos uno de los miembros sea mujer.

## Debate
El debate sobre el aborto en Israel está cargado de temas morales y religiosos. Organizaciones de judíos ortodoxos y partidos políticos conservadores se oponen, esto es confirmado por un estudio en 2001 que ubica a los opositores al aborto con fuertes creencias religiosas, amplias familias, estatus socioeconómico debajo del promedio y que se identifican con ideas de la derecha política. Del otro lado, partidos de la izquierda política se posicionan a favor argumentando libertad personal. En ocasiones se argumenta que algunas mujeres con capacidad financiera pueden optar por acudir a clínicas privadas, evitando la aprobación del comité, ello significa ganar ciertos derechos basados en su dinero.  Organizaciones de mujeres están a favor del aborto argumentando el acceso a derechos reproductivos.